# کورنلیا اندر
کورنلیا اندر (به آلمانی: Kornelia Ender) ورزشکار زن رشتهٔ شنا اهل کشور آلمان شرقی است. وی در بین سال‌های ‎۱۹۷۲ تا ۱۹۷۶ میلادی در مسابقات بازی‌های المپیک تابستانی در مجموع ۸ مدال، شامل ۴ مدال طلا و ۴ نقره را کسب کرد.